# Khaneh Airport
Khaneh Airport (persiska: فرودگاه پیرانشهر, Forūdgāh-e Pīrānshahr) är en flygplats i Iran.   Den ligger i provinsen Västazarbaijan, i den nordvästra delen av landet, 600 km väster om huvudstaden Teheran. Khaneh Airport ligger 1 459 meter över havet.
Terrängen runt Khaneh Airport är varierad.Runt Khaneh Airport är det ganska glesbefolkat, med 48 invånare per kvadratkilometer. Närmaste större samhälle är Piranshahr, 3,4 km söder om Khaneh Airport. Trakten runt Khaneh Airport består till största delen av jordbruksmark.